# 罗宾·范德贝姆登
罗宾·范德贝姆登（荷蘭語：Robin Vanderbemden，1994年2月10日—），比利时男子田径运动员，2017年欧洲室内田径锦标赛男子4×400米接力银牌得主、2018年欧洲田径锦标赛男子4×400米接力金牌得主、2019年世界田径锦标赛男子4×400米接力铜牌得主。